# Gymnelia ducei
Gymnelia ducei är en fjärilsart som beskrevs av William Schaus 1924. Gymnelia ducei ingår i släktet Gymnelia och familjen björnspinnare. Inga underarter finns listade i Catalogue of Life.